# Antonio Aurigemma
Antonio Aurigemma (Monteforte Irpino, 2 giugno 1931 – Avellino, 27 gennaio 2008) è stato un politico e giornalista italiano.

## Biografia
Nato a Monteforte Irpino nel 1931, soprannominato "Nacchettino", svolse la professione di giornalista; fu consigliere dell'Ordine dei giornalisti e caporedattore del Mattino.
Entrò in politica negli anni cinquanta nelle file della Democrazia Cristiana, partecipando alla fondazione in Irpinia della corrente della cosiddetta "sinistra di base". Dal 1970 al 1975 fu sindaco di Avellino.
Morì ad Avellino il 27 gennaio 2008, all'età di settantasette anni.